# Махоново
Махо́ново — село Добровского сельского поселения Добровского района Липецкой области. Стоит на Чаплыгинском шоссе и вытянуто на юго-восток в сторону села Доброго. Расположено в 33 километрах к северо-востоку от Липецка и в 6,5 километрах к северо-западу от села Доброе.
Известно, что в 1782 году это было уже село с церковью (храм существует по сей день). Можно предположить, что Махоново появилось либо в XVII веке, либо в начале XVIII века. В 1862 году во владельческом селе насчитывалось 96 дворов с 713 жителями (351 мужского пола и 362 женского). В 1891 году был построен ныне действующий храм Иоанна Предтечи.
Название патронимическое; оно происходит от фамилии Махонов.
На западной стороне Чаплыгинского шоссе в Махонове находится молочно-товарная ферма. Работает фельдшерско-акушерский пункт, основная общеобразовательная школа, детский сад «Теремок», дом культуры и библиотека, отделение почтовой связи.
Село газифицировано.

## Население
| 2006 | 2010 | 2012 | 2013 | 2014 | 2015 | 2016 |
| ---- | ---- | ---- | ---- | ---- | ---- | ---- |
| 594  | ↗605 | ↗610 | ↘593 | ↘566 | ↗567 | ↘560 |
| 2017 | 2018 | 2021 |      |      |      |      |
| ↗561 | ↘554 | ↗665 |      |      |      |      |